# Emil Vogt (Architekt)

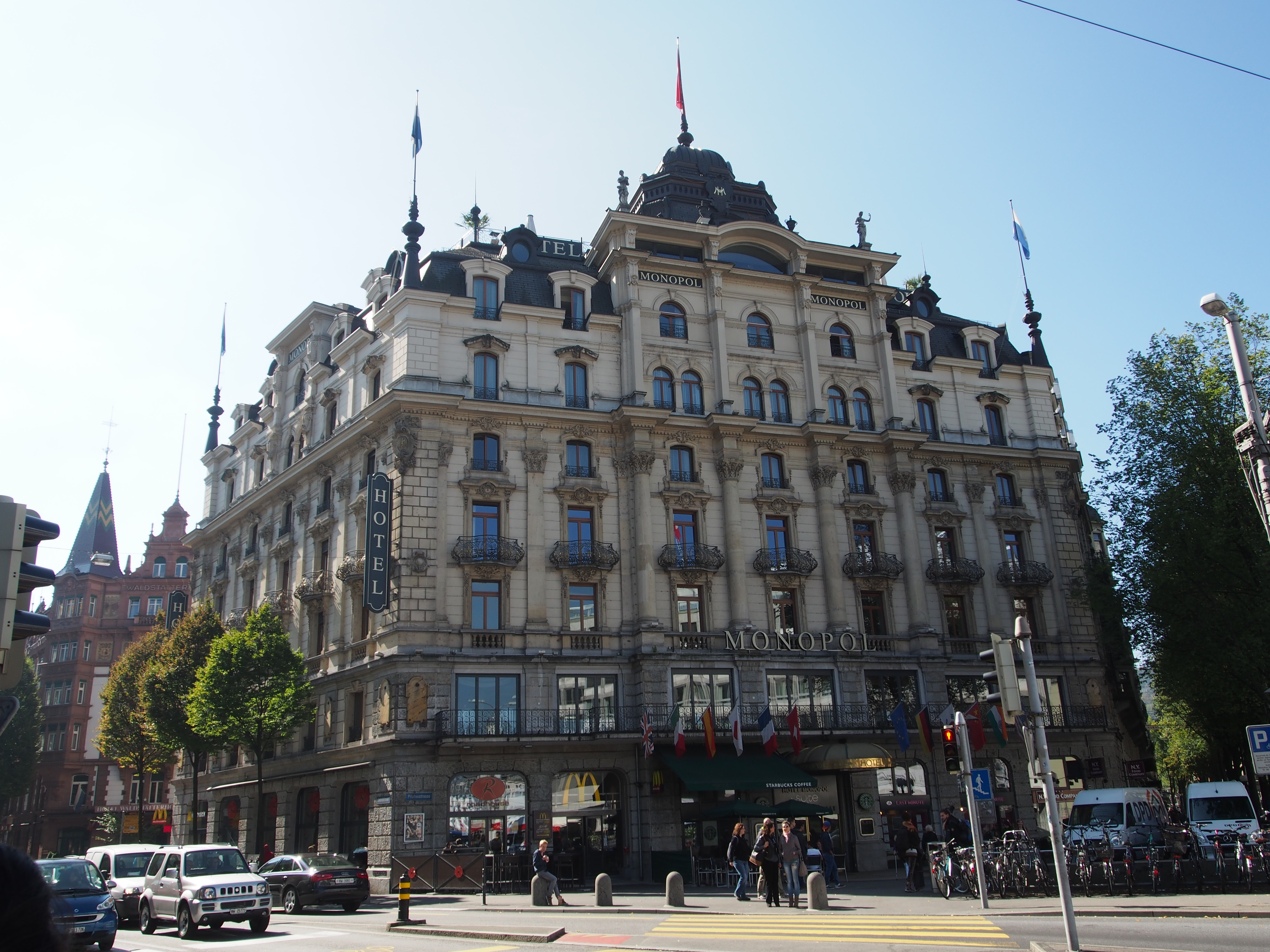
Monopole und Metropole, 1899, im Hintergrund der Waldstätterhof desselben Architekten, Luzern

Emil Vogt (* 2. Juli 1863 in Luzern; † 7. August 1936 ebenda) war ein Schweizer Architekt, der vor allem im Hotelbau seiner Zeit Erfolg hatte und dort Neuerungen realisierte, wie etwa die Einführung des Appartementsystems.

## Biografie
Emil Vogt war Sohn eines Baumaterialienhändlers. Er schloss das Studium, das er 1882 bis 1886 an der ETH Zürich absolvierte, mit dem Diplom bei Friedrich Bluntschli ab. Seine ersten Anstellungen erhielt er bei Gustav Gull in Zürich als Bauführer für das Gebäude der Hauptpost in Luzern, sowie in den Büros von Othmar Schnyder und Paul Segesser von Brunegg in Luzern, zudem bei einem Auslandsaufenthalt in Mailand, wo er 1888 bis 1891 bei Citterio arbeitete. Anschliessend eröffnete er sein eigenes Büro in Luzern.
Vogt gelang es ab Mitte der 1890er Jahre, sich im Bereich der Planung von Hotels zu etablieren, einem Architekturzweig, der in Luzern und um den Vierwaldstättersee vor der Jahrhundertwende bis zum Schweizer Hotelbauverbot 1915 einen Boom erlebte. Für den Beginn seiner Karriere gab dabei möglicherweise der überraschende Tod seines früheren Arbeitgebers Segesser 1897 einen Anschub, dessen Planung fürs Hotel Metropol er weiterführte, vielleicht auch der Umstand, dass sein Schwager Jacques Gros, ebenfalls Hotelarchitekt, der in Zürich das Hotel Dolder erbaut hatte, ihm als Bauherren die Hoteliersdynastie Bucher-Durrer vermitteln konnte. Nach und neben Aufträgen etwa für Privatvillen plante er in relativ kurzer Folge in Luzern die Hotels Monopol & Metropole (1898/1899), den Ostflügel des Grand Hotel National (1897–1900) sowie den Waldstätterhof (1898–1900), im nahen Kanton Schwyz den Neubau der Hotels Axenstein (1902) und Brunnen (1904). Im gleichen Jahr führte er den ersten grossen internationalen Auftrag aus, das Hotel Excelsior in Rom. Neben die Schweizer Hotels in Bern (Umbau Bernerhof, 1907–1908) und St. Moritz (Kurhaus Chantarella, 1912; Carlton 1912–1913 und Monopol) traten ab den 1910er-Jahren Um- und Neubauten in Florenz, Neapel, Köln, Athen, Kairo und Luxor sowie 1931 das King David in Jerusalem.
Sein Beitrag zum Hotelbau war routiniert und auf der Höhe der Zeit, so etwa in den Fassadengestaltungen, den guten Raumdispositionen und der Anwendung neuartiger Bautechniken wie dem Hennebique-System bei der Konstruktion der Geschossdecken. Seine originäre Leistung war eine organisatorische: Beim Bau des Ostflügels des Grand Hotel National die Einführung des Appartementsystems, das es auf den zum See gelegenen Zimmern durch seine variable Anordnung ermöglichte, dass die Gäste nach Wunsch mehrere Zimmer mit den nötigen Badräumen zu einer Suite verbinden konnten, während zur Rückseite die einfachen Zimmer gelegt wurden, die dann oft vom Personal bezogen wurden. Das war damals ein Luxus, der sich schnell durchsetzte und für etwa dreissig Jahre den Standard in der Luxushotellerie setzte.
An öffentlichen Gebäuden gehören zu seinem Werk das Stadtmuseum von Zofingen (1899–1901) und das Friedensmuseum Luzern (1909–1910), als Verwaltungsgebäude der Hirzenhof (1914–1916) für die Centralschweizerischen Kraftwerke, das Kantonale Labor Luzern (1932) und der Wagenbachhof (1920–1922) für die Schweizerische Kreditanstalt (Heute: Credit Suisse).

## Werke (Auswahl)

### Frühe Planungen
- Siedlung Neu-Hobacher, Waldheimstr., Kriens 1894–1895
- Bureau- und Magazingebäude, Kauffmannweg 14, Luzern 1894–1895
- Bahnhofgebäude Lenzburg Stadt
- Doppelwohnhaus, Kauffmannweg 16, Luzern 1895–1896
- Mietshaus Inselihof, Hirschmattstr. 29–33, Luzern 1895–1896
- Augenklinik Johannisberg, Luzern 1895–1896
- 5 Villen Reckenbühlstrasse, Luzern, verschiedene Bauherren, 1895–1896
  - Nr. 7 Etagenvilla
  - Nr. 9 Bella Vista
  - Nr. 11 Eckturmvilla
  - Nr. 13 Wilhelmina, eigene Villa
  - Nr. 15 Erika
- Villa, Reckenbühlstrasse 8, Luzern, 1897–1898
- Villa, Reckenbühlstrasse 6, Luzern, 1898–1899
- Mietshaus, Wesemlinstrasse 27, Luzern[6], 1903[7]

### Hotels 1896–1914
- Kursaal, Umbau des Theatersaals und des Haupteingangs, Luzern, 1896–1897
- Hotel Rütli und Rheinischer Hof, Umbau, Luzern, 1897–1898
- Hotel Monopol & Métropole, Luzern, 1898–1899
- Hotel Waldstätterhof, Luzern, 1898–1900
- Grand Hotel National, Ostflügel, Luzern, 1899–1900
- Grand Hotel Palace , Aufstockung und Ausbau, Lugano, 1900–1904
- Hotel Château Gütsch, Restaurantanbau, Luzern, 1901
- Grand Hotel Axenstein, Neubau des abgebrannten Hotels, Morschach, 1901–1902
- Grand Hotel, Florenz, 1902
- Grand Hotel Brunnen, Brunnen, 1903–1904
- Hotel Excelsior, Rom, 1903–1906 (mit Oskar Balthasar)
- Villa Castagnola, Hotel-Pension, Lugano, 1903–1911
- Hotel Excelsior, Neapel, 1906–1909 (mit Oskar Balthasar und Otto Maraini)
- Bernerhof, Bern, 1907–1908 (mit Oskar Balthasar)
- Grand Hotel, Baden (Aargau), 1902 (mit Oskar Balthasar)
- Hotel Excelsior, Köln, 1909 (mit Oskar Balthasar)
- Monopol, St. Moritz, 1911
- Kurhaus Chantarella, St. Moritz, 1912
- Carlton Hotel St. Moritz, 1912–1913
- Luxor Hotel, Erweiterung, Luxor, 1925
- King David Hotel, Jerusalem, 1929–1931

## Belege
1. ↑  Carl Jegher: Emil Vogt †. Nachruf in: Schweizerische Bauzeitung. Bd. 108 (1936), Nr. 8, S. 89 Online
2. ↑  Marcus Casutt, Hilar Stadler: Emil Vogt: Luzerner Architekt um 1900. In: Marcus Casutt u. a. (Hrsg.): Kriens–Kairo. Museum im Bellpark, Kriens 1998, ISBN 3-9521018-1-8, S. 17 f.
3. ↑  Peter Omachen: Hotelarchitektur: Bauen für die Welt. In: Marcus Casutt u. a. (Hrsg.): Kriens–Kairo. Museum im Bellpark, Kriens 1998, ISBN 3-9521018-1-8, S. 34.
4. ↑  Marcus Casutt, Hilar Stadler: Emil Vogt: Luzerner Architekt um 1900. In: Marcus Casutt u. a. (Hrsg.): Kriens–Kairo. Museum im Bellpark, Kriens 1998, ISBN 3-9521018-1-8, S. 17.
5. ↑  Peter Omachen: Hotelarchitektur: Bauen für die Welt. In: Marcus Casutt u. a. (Hrsg.): Kriens–Kairo. Museum im Bellpark, Kriens 1998, ISBN 3-9521018-1-8, S. 36–41.
6. ↑  DFR - BGer 1C_681/2017. Abgerufen am 1. Juni 2022.
7. ↑  Geoportal Kanton Luzern. Abgerufen am 1. Juni 2022 (Schweizer Hochdeutsch).